# Bismarckdenkmal (Worms)

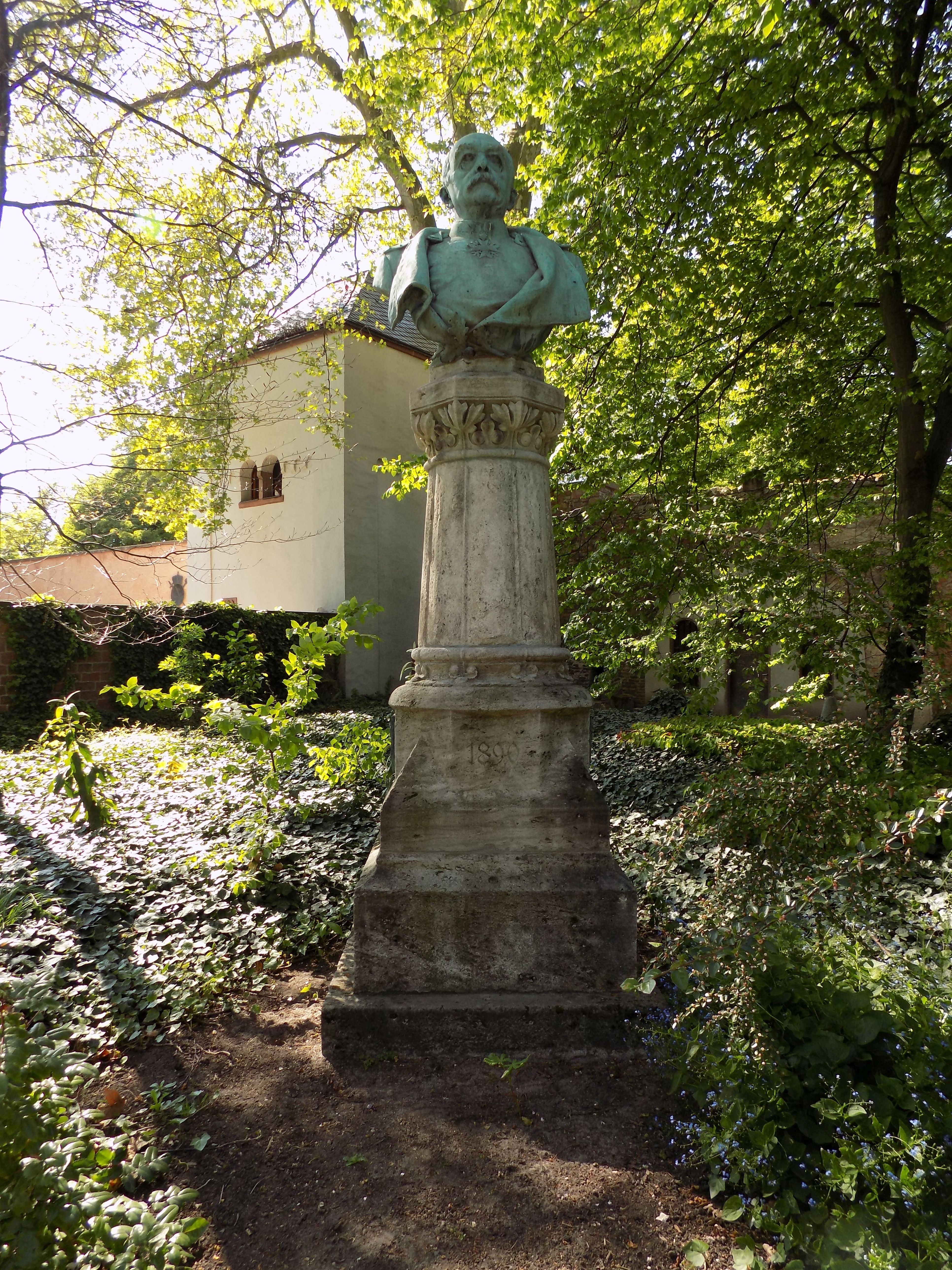
Bismarckdenkmal Worms

Das Bismarckdenkmal in Worms ist ein Denkmal für den Politiker und Staatsmann Otto von Bismarck.

## Geschichte
Das von Cornelius Wilhelm von Heyl zu Herrnsheim gestiftete Denkmal wurde am 2. September 1890 am Rheintorplatz errichtet und in den 1930er Jahren in die damalige Bismarck-Anlage (heute der Lutherring) versetzt. Nach dem Ende des Zweiten Weltkrieges wurde es demontiert und im Wormser Museum eingelagert, wo es im Museumshof stand.
Ab 2013 wurde überlegt, ob und wo das Denkmal wieder aufgestellt werden konnte. Dabei wurde auch vorgeschlagen, es in der Bebelstraße am Eingang der ehemaligen Arbeitersiedlung Kiautschau zu errichten. Anlässlich des 200. Geburtstages Bismarcks initiierte der Wormser Historiker und Stadtrat Jörg Koch erfolgreich die Wiedererrichtung der Bismarckbüste, die dann in Abstimmung mit der Unteren Denkmalbehörde, der Stadt Worms und dem Altertumsvereins Worms am 12. September 2015 im Park des Kunsthauses Heylshof eingeweiht wurde.

## Beschreibung
Das Denkmal zeigt eine von Johannes Hirt entworfene Bronzebüste Bismarcks, die auf einer Kalksteinsäule über quadratischem Podest ruht.